# Venere nera (Valadon)
La Venere nera (Vénus noire), in passato nota in francese con i titoli Négresse nue ("Negra nuda") o La Négresse ("La negra"), è un quadro dipinto nel 1919 dalla pittrice francese Suzanne Valadon. Dal 1961 si trova nei depositi del museo di belle arti di Mentone, nel dipartimento delle Alpi Marittime.

## Storia e descrizione
L'opera venne esposta al Salone d'Autunno che si svolse a Parigi nel 1919. Vent'anni dopo, il quadro entrò a far parte delle collezioni pubbliche grazie a una donazione, quindi venne assegnato al museo nazionale d'arte moderna di Parigi, per poi essere inviato a Mentone nel 1961. 
Di formato verticale, quest'olio su tela è un nudo artistico che ritrae una giovane donna nera che si trova in una foresta: ella è ritratta in piedi, a grandezza naturale, mentre guarda lo spettatore con fierezza. Il quadro potrebbe richiamare le donne tahitiane dipinte da Paul Gauguin durante il suo viaggio in Polinesia, ma va detto che Valadon ritrasse questa donna senza quei tocchi di esotismo presenti nei quadri di Gauguin o di altri artisti dell'epoca. La mano destra quasi sopra il pube potrebbe richiamare la posa dell'Afrodite pudica, il che giustificherebbe il titolo di "Venere nera". 
Quest'opera appartiene a una serie di cinque quadri, tra i quali i dipinti Mulâtresse tenant la pomme e Négresse endormie, che Valadon espose al Salone di quell'anno e per i quali fece posare la stessa modella, della quale non si conosce il nome. Secondo James Smalls, uno storico dell'arte, i titoli originali di queste opere facevano uso di termini allora comuni nella prima metà del ventesimo secolo ("negra" oppure "mulatta") che accentuavano gli stereotipi della donna nera.